# Кантилии
Кантилии (gens Cantilia) е римска фамилия от късната Римска република.
Известни лица от фамилията:
- Луций Кантилий, секретар в колегията на понтифексите 216 пр.н.е. по време на втората пуническа война.[1]